# Eduardo Martín Toval
Eduardo Martín Toval   (Màlaga, 5 de març de 1942 - Màlaga, 15 de gener de 2019) fou doctor en Dret, funcionari públic i polític socialista andalús. Traslladat a Catalunya, va tenir un paper destacat en l'elaboració de la Constitució del 1978 i, com membre de la Comissió dels Vint, en la redacció de l'Estatut d'Autonomia de Catalunya del 1979.

## Trajectòria durant el franquisme
Vinculat a cercles cristians progressistes de la seva ciutat d'origen n'aprovà les oposicions d'Inspector de Treball el 1967, es traslladà a Barcelona com a tècnic de Ministeri de Treball. Exercí, també, com a professor de Dret del Treball a la Universitat Autònoma de Barcelona. A Catalunya inicialment fou militant de l'ORT del 1970 al 1972, després amb Juan Alamillo Cuesta, Xavier Guitart i Domènech, Núria Pellejero, etc., crearan una organització sociopolítica al voltant de la revista el Topo Obrero, posteriorment un sector majoritari el "Moviment per l'Autogestió i el Socialisme" MAS amb el qual s'incorporà al procés d'unificació socialista a través de Convergència Socialista de Catalunya, des de la qual participà en la creació del PSC-Congrés i que culminà amb la creació del Partit dels Socialistes de Catalunya l'any 1978.

## L'etapa democràtica
Membre destacat del partit, a les eleccions generals espanyoles de 1977 i 1979 fou elegit diputat al Congrés dels Diputats per la província de Barcelona, i va intervenir molt activament en l'elaboració de la Constitució espanyola de 1978 i serà membre de la Comissió dels Vint que redactà al parador de Sau (Masies de Roda) l'Estatut d'Autonomia de Catalunya de 1979.
A les eleccions al Parlament de Catalunya de 1980 obtingué un escó i fou el portaveu del Partit dels Socialistes de Catalunya. Dins del partit va passà de defensar les posicions del sector "catalanista" a donar suport a les del sector "obrerista". Defensà també la LOAPA. Fou novament diputat per Barcelona al congrés dels diputats a les 1982, 1986, 1989 i 1993, portaveu del grup parlamentari socialista des del 1985 i president del grup des del 1986 fins al 1993, on es va guanyar fama d'orador punyent.
El 1995 renuncià al seu escó parlamentari per tal d'optar a l'alcaldia de Màlaga, però fou derrotat per Celia Villalobos (PP). Membre del Consell Federal del PSOE, adscrit al sector guerrista, en les eleccions fou derrotat en les primàries del partit i perdé el càrrec de regidor. Després de la victòria del PP a les eleccions generals espanyoles de 1996 va romandre apartat de la política. Des del 2004 éra conseller de treball i afers socials a l'ambaixada espanyola al Marroc.